# Район Міньхан

Розташування району

Міньхан (кит.: 闵行区; трад. китайська: 閔行區) —- район Шанхая, КНР. Площа району 371.57 км², населення 751.154 чол.(2003) 
Через район проходить 1 та 5 лінія метро.
В районі Міньхан розташовані Шанхайський університет та Східно-китайський університет.